# Sylvia Raphael
Sylvia Raphael Schjødt (Graaff-Reinet, 1 de abril de 1937 - Pretoria, 9 de febrero de 2005) fue una agente israelí del Mosad nacida en Sudáfrica, declarada culpable de asesinato en Noruega por su participación en el asunto Lillehammer.

## Primeros años
Nació en abril de 1937 en la ciudad de Graaff-Reinet, cerca de Ciudad del Cabo, en la entonces Unión Sudafricana. Raphael, cuyo padre era judío ateo y su madre cristiana, se crio en la religión de esta. Sin embargo, habiendo presenciado un incidente antisemita en su país natal cuando era niña, emigró a Israel en 1963. Inicialmente vivió en un kibutz y luego trabajó como maestra antes de mudarse a Tel Aviv, donde fue reclutada por el Mosad. Después del entrenamiento, alcanzó el rango de "combatiente", el rango más alto para un agente del servicio de inteligencia. Este ranking calificó a Raphael para operar en países extranjeros, y fue enviada a París bajo la apariencia de una periodista independiente con un pasaporte canadiense a nombre de la fotoperiodista canadiense de la vida real Patricia Roxborough. Cuando el gobierno israelí decidió rastrear a los operativos de Septiembre Negro que cometieron la masacre de Múnich durante la celebración de los Juegos Olímpicos de 1972, Raphael proporcionó información valiosa que llevó a la muerte de tres miembros del equipo, en el marco de la posterior Operación Cólera de Dios.

## Asunto Lillehammer

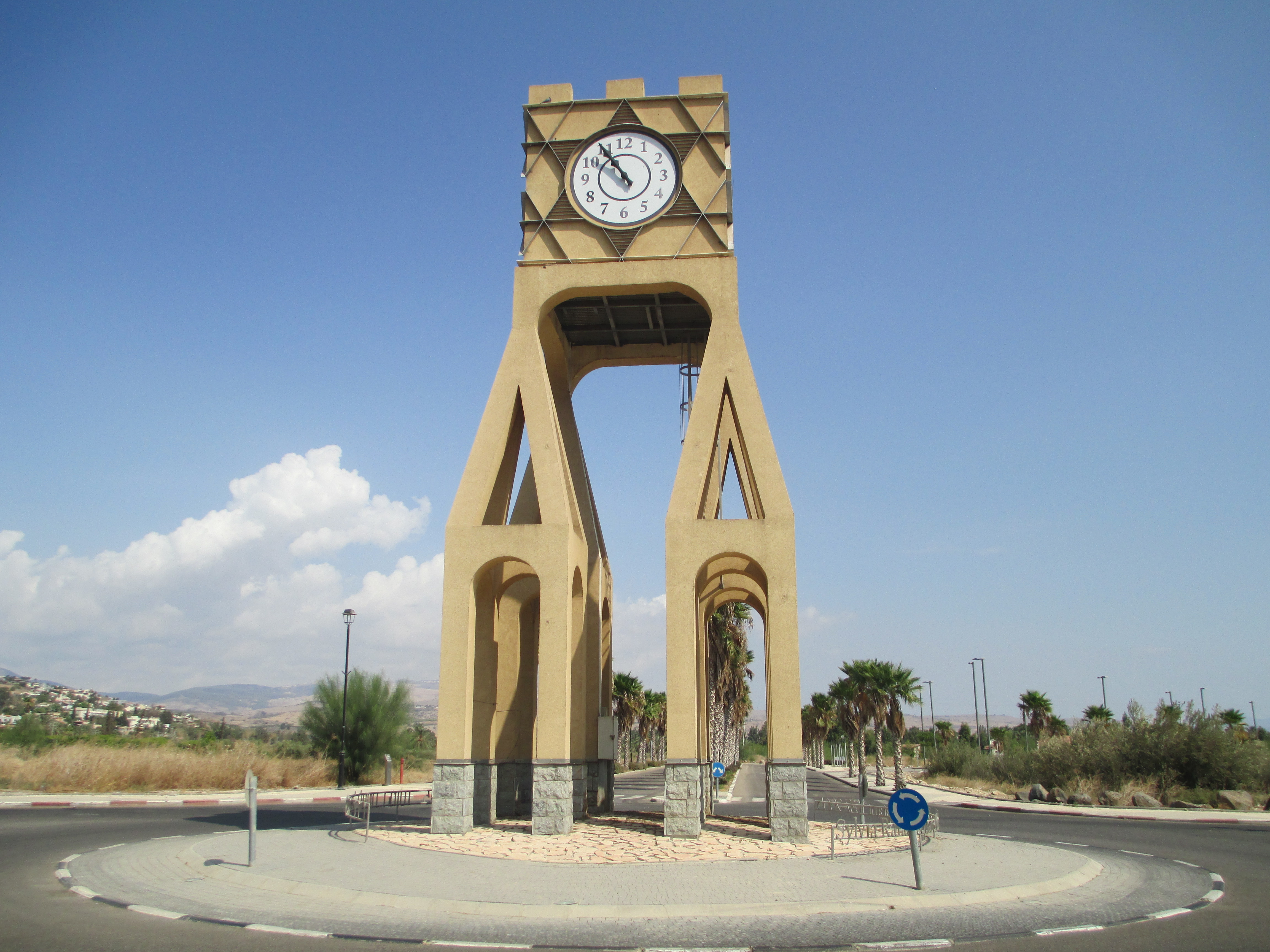
Plaza Sylvia Raphael en Migdal (Israel).

Raphael era parte de un grupo de agentes del Mossad que asesinaron por error al camarero de origen marroquí Ahmed Bouchiki (hermano de Chico Bouchikhi) en Lillehammer (Noruega) el 21 de julio de 1973, lo que se conoció como el caso -o asunto- Lillehammer. Los agentes afirmaron haber confundido a Bouchiki con Ali Hassan Salameh, el principal organizador de Septiembre Negro que había planeado la masacre de Múnich.
Raphael fue arrestada poco después del asesinato, declarada culpable de asesinato premeditado (la condena por asesinato más grave según la ley noruega), espionaje y uso de documentos falsificados y condenada a cinco años y medio de prisión, por el Tribunal de Apelación de Eidsivating el 1 de febrero de 1974. Antes de cumplir su pena, cuando llevaba quince meses de detenida, fue puesta en libertad y deportada de Noruega como delincuente extranjero en mayo de 1975, con el argumento de que los extranjeros condenados por delitos graves debían ser deportados después de cumplir sus condenas.
Después de su liberación, Raphael se casó con su abogado defensor noruego, Annæus Schjødt, pero fue deportada nuevamente después de ingresar al país en 1977. Dos años más tarde obtuvo un permiso de residencia, pero abandonó el país con su esposo en 1992, instalándose en su Sudáfrica natal, donde murió en febrero de 2005, a los 67 años, de cáncer.
Se erigió una plaza que lleva su nombre en la ciudad israelí de Migdal, al norte del país.

## Documental
En 2016, el director Saxon Logan realizó un documental sobre su vida llamado Sylvia: Tracing Blood.